# Thiennes
Thiennes è un comune francese di 918 abitanti situato nel dipartimento del Nord nella regione dell'Alta Francia.

## Storia

### Simboli
Il comune ha ripreso lo stemma della famiglia dei De Thiennes, che discendeva da Enrico V di Lussemburgo, detto "il Biondo" (1217-1281), da cui deriva il leone di rosso al centro dello scudo.

## Società

### Evoluzione demografica
Abitanti censiti